# Kalka
Kalka is een stad en gemeente in het district Panchkula van de Indiase staat Haryana. 

## Demografie
Volgens de Indiase volkstelling van 2001 wonen er 30.887 mensen in Kalka, waarvan 54% mannelijk en 46% vrouwelijk is. De plaats heeft een alfabetiseringsgraad van 78%. 